# MAS-36
MAS Modèle 36 — французская магазинная винтовка образца 1936 года. Создана коллективом оружейников и конструкторов под руководством капитана Монтейля на основании составленных в 1930 году тактико-технических требований министерства обороны Франции к новой винтовке для французской армии. Является последней магазинной винтовкой, разработанной и принятой на вооружение в качестве основного оружия пехоты.

## История
Винтовка была разработана с учётом опыта Первой Мировой и локальных колониальных боевых столкновений начала XX века как универсальное стрелковое оружие сухопутных войск, промежуточное между винтовкой и карабином, одинаково пригодное как для маневренного боя (в том числе в джунглях и населённых пунктах — благодаря удачной компоновке, сравнительно небольшим массе и габаритам) и позиционной войны (опыт Первой мировой войны 1914—1918 гг. показал, что стрельба из винтовок — кроме снайперских с оптическими прицелами — ведётся в основном лежа или стоя из окопа на расстояния до 1000 м и маневренность для оружия пехоты важнее дальнобойности). Первый опытный образец винтовки (имевший наименование «Modèle 1934B2») был изготовлен в 1935 году.
Винтовка, принятая на вооружение 17 марта 1936 года, была исключительно технологичной в производстве.
MAS-36 выпускалась для французской армии и Иностранного легиона в 1937—1940 гг. (при этом массовое производство было начато лишь 31 марта 1938 года и до 1 сентября 1939 года было изготовлено 101 тыс. винтовок). До июня 1940 года было изготовлено 250 тыс. винтовок.
Первые трофейные винтовки оказались в распоряжении немецких войск после начала 10 мая 1940 года боевых действий против Франции. Некоторое количество винтовок имелось у французских солдат, эвакуированных в Англию из Дюнкерка.
Последовавшее вслед за капитуляцией Франции сокращение вооружённых сил правительства Виши позволило практически полностью перевооружить винтовками MAS-36 части французской армии, находившиеся в южной Франции и на Корсике (однако даже во французских войсках в Северной Африке винтовок MAS-36 практически не имелось).
Кроме того, некоторое количество винтовок MAS-36 французской армии после капитуляции Франции оказалось в распоряжении сил «Свободной Франции» генерала Ш. де Голля.
После того, как 11 ноября 1942 года немецкие войска оккупировали южную Францию, французские войска были разоружены и их вооружение перешло в распоряжение немецкого военного командования.
В ходе немецкой оккупации Франции винтовка выпускалась в 1940—1942 гг. для правительства Виши и немецких оккупационных войск, в 1944—1953 гг. её выпуск был продолжен для вооружённых сил Франции.
Однако после подписания 4 апреля 1949 года Североатлантического договора Франция вошла в состав военно-политического блока НАТО и приняла на себя обязательства по стандартизации вооружения и военной техники с другими странами НАТО; в 1954 году в качестве единого винтовочно-пулемётного патрона стран НАТО был официально утверждён патрон 7,62 × 51 мм НАТО.
Во Франции винтовки MAS-36 состояли на вооружении вплоть до начала 1960-х годов (когда были вытеснены самозарядными винтовками MAS-49 и MAS-49/56), однако и позднее оставались на хранении и использовались подразделениями почётного караула и жандармерии.
Кроме того, после распада французской колониальной империи значительное количество винтовок осталось на территории бывших французских колоний.
В 1970-е годы значительное количество винтовок MAS-36 (захваченных у войск Марокко, где они находились на вооружении, а также поступивших контрабандой из Алжира и иных бывших французских колоний) имелось в отрядах «Полисарио», которые вели партизанскую войну в Западной Сахаре. Некоторое количество винтовок этого типа оставалось у бедуинов в этом регионе даже в 1983 году.
После начала в 2011 году войны в Сирии некоторое количество винтовок MAS-36 со складов мобилизационного резерва оказалось в распоряжении антиправительственных вооружённых формирований. Кроме того, они начали поступать на вооружение правительственных сил — так, в июне 2016 года в районе Африн на территории Сирийского Курдистана винтовки MAS-36 использовались для начальной военной подготовки отрядов местной самообороны.
Среди оружия, изъятого у боевиков ИГ в Сирии в первом полугодии 2019 года, была одна винтовка MAS-36.

## Описание
MAS-36 была короче и легче других винтовок, состоявших на вооружении в 1930-е годы и конструктивно значительно от них отличалась. Ствольная коробка и магазин винтовки были изготовлены штамповкой (это конструктивное решение позволило повысить технологичность и снизить себестоимость производства оружия).
Винтовка не имеет предохранителя в качестве отдельной детали.
Ствол винтовки с четырьмя правосторонними нарезами.
Защёлка крышки магазина находится с правой стороны ствольной коробки впереди магазина.
Разрезная ложа состояла из трёх отдельных частей (приклад, цевьё и ствольная накладка), что облегчало производство, ремонт и замену деревянных частей оружия.
Покрытие металлических частей у винтовок различных лет выпуска отличается: в разные годы применялось фосфатирование, воронение и эмалировка. Деревянные части винтовок довоенного производства изготавливали из орехового дерева, однако после окончания Второй мировой войны их начали изготавливать из берёзы.
Винтовка комплектовалась четырёхгранным игольчатым штыком образца 1936 года (baïonnette modèle 1936) с длиной клинка 330 мм и ремнём. Заряжание винтовки патронами производилось из стальных обойм на 5 патронов — или последовательно, по одному патрону.

## Варианты и модификации
- MAS 36 premier modèle — винтовка образца 1936 года (довоенный выпуск);
- MAS 36 deuxième modèle — винтовка образца 1936 года, выпуск военного времени и первых послевоенных лет.
- MAS 36 CR39 — карабин образца 1939 года с укороченным до 450 мм стволом и складным вниз-вперёд алюминиевым прикладом для вооружения парашютно-десантных частей и альпийских стрелков[2]. Выпущено около 6 тыс. шт.[17]
- MAS 36 LG48 — винтовка образца 1948 года, оснащённая винтовочным гранатомётом М1948 для отстрела 48-мм винтовочных гранат французского образца (grenade mle 1948)[18].
- MAS 36/51 (M1936 M51) — винтовка образца 1951 года, оснащённая 22-мм винтовочным гранатомётом стандарта НАТО, имевшая съёмный резиновый затыльник — накладку на приклад, усиленный ствол и дополнительную прицельную планку для стрельбы гранатами (в результате масса винтовки увеличилась до 4,22 кг). Отстрел винтовочных гранат производился холостым патроном[2].
- MAS 38 TR — 5,6-мм спортивная винтовка под патрон .22 LR[19].
- MAS Fournier hunting rifle — конверсионный вариант, послевоенная спортивно-охотничья винтовка образца 1947 года под патрон 7×54 мм Fournier. Имела несколько меньшую массу за счёт установки другого цевья и отсутствия ствольной накладки над стволом, на левой стороне ствольной коробки рядом с серийным номером была нанесена маркировка "CAL. 7x54"[20][21].

Некоторое количество винтовок MAS-36 было продано в США в качестве гражданского оружия, при этом в дальнейшем (в связи с тем, что в США было сложно достать 7,5-мм французские винтовочные патроны) часть из них была переделана под патрон .308 Winchester.
Также MAS-36 являлась прототипом снайперской винтовки и самозарядных винтовок MAS-40 и MAS-44. В июле 1939 года был объявлен конкурс на создание самозарядной винтовки для французской армии, по результатам испытаний (проходивших с августа по сентябрь 1939 года) победителем стал образец MAS M38-39, в конструкции которого использовались детали MAS-36. 19 декабря 1939 года эту винтовку приняли на вооружение под названием MAS-39, а 11 января 1940 года начали производить под названием MAS-40.
Дальнейшим развитием конструкции винтовки MAS-36 стала снайперская винтовка FR-F1.
В ходе войны во Вьетнаме были отмечены случаи ремонта сломанных винтовок MAS-36 в оружейных мастерских партизан НФОЮВ, в некоторых случаях производилась замена деталей на самостоятельно изготовленные и внесение изменений в конструкцию. Одна из таких отремонтированных винтовок (переделанная для стрельбы патронами 7,62 × 39 мм) была в 1967 году подарена командующему войсками США во Вьетнаме генералу У. Уэстморленду и в дальнейшем — стала экспонатом музея военной академии в Вест-Пойнте.

## Страны-эксплуатанты
- Алжир — после окончания войны за независимость и провозглашения в 1962 году независимости Алжира некоторое количество винтовок осталось на вооружении военизированных и полицейских формирований[4]
- Вьетнам — некоторое количество трофейных винтовок использовалось бойцами Вьетминя в ходе войны 1945—1954 гг. в Индокитае[25], в начале 1960-х годов они по-прежнему встречались в партизанских отрядах НФОЮВ[26]
- Габон — после предоставления независимости от Франции 17 августа 1960 года винтовки остались на вооружении, но после начала гражданской войны в Нигерии в 1968 году часть винтовок MAS-36 была передана в Биафру[27]
- Гаити — некоторое количество имелось на вооружении, но после начала гражданской войны в Нигерии в 1968 году 300 шт. винтовок MAS-36 были переданы в Биафру[27]
- Коморы — после провозглашения независимости Коморских островов от Франции в 1975 году находившиеся на складском хранении винтовки MAS-36 некоторое время использовались вооружёнными силами
- Кот-д’Ивуар — после предоставления независимости от Франции 7 августа 1960 года винтовки остались на вооружении, но после начала гражданской войны в Нигерии в 1968 году часть винтовок MAS-36 была передана в Биафру[27]
- Лаос — по программе военной помощи из Франции винтовки получали сформированные в 1949-1950е гг. подразделения королевских вооруженных сил Лаоса (но в дальнейшем их заменяли на оружие, полученное из США)[28]; некоторое количество трофейных винтовок MAS-36 использовали партизаны Патет-Лао[29]
- Ливан[30]
- Марокко — после предоставлении протекторату Марокко независимости от Франции 7 апреля 1956 года винтовки остались на вооружении[12]
- Монако — около 80 винтовок MAS-36 находилось на вооружении армии Монако[31]
- Польша — некоторое количество винтовок MAS-36 вместе с другим французским оружием поступило на вооружение польских подразделений, сформированных во Франции на рубеже 1939—1940 гг. Основным оружием польских подразделений являлись устаревшие винтовки «Лебель» обр. 1886 года, но сформированная в феврале 1940 года для отправки в Финляндию и войны против СССР в составе англо-французского экспедиционного корпуса польская отдельная горная стрелковая бригада (4778 военнослужащих) с целью облегчить обеспечение высадившихся войск боеприпасами была почти полностью вооружена винтовками MAS-36. В дальнейшем, вместе с французскими войсками бригада участвовала в десантной операции в Нарвике (9 апреля — 8 июня 1940 г.)[32], а после эвакуации из Норвегии — была разгромлена в Бретани в боях против наступавших немецких войск летом 1940 года (при воссоздании польских войск в Великобритании французским оружием их уже не вооружали)[33][34]
- Сенегал — после провозглашения независимости в 1960 году некоторое количество винтовок осталось на вооружении военизированных и полицейских формирований
- Сирия — летом 1941 года территорию Сирии и Ливана заняли английские войска и французские части «Сражающейся Франции» (на вооружении французских подразделений находилось некоторое количество винтовок MAS-36), после чего 27 сентября 1941 года Франция признала независимость Сирии. В конце второй мировой войны и после её окончания количество французских войск на территории Сирии было увеличено. После эвакуации французских войск в апреле 1946 года оставшиеся в стране винтовки MAS-36 поступили на вооружение создававшихся частей сирийской армии
- нацистская Германия — состояли на вооружении под наименованием Gewehr 242(f)[1]
- Франция — винтовка применялась во Второй Мировой войне и позже в Индокитае (1945—1954) и в Северной Африке (война в Алжире 1954—1962 и Суэцкий кризис 1956 года)[3][4]
- Центральноафриканская Республика — первые винтовки MAS-36 оказались на территории колонии Французская Экваториальная Африка в 1941 году, после провозглашения независимости страны 13 августа 1960 года винтовки MAS-36 и MAS-36/51 остались на вооружении армии и жандармерии ЦАР. В следующие десятилетия количество винтовок уменьшилось, некоторое количество было утрачено, но в 2004 году винтовки MAS-36 и MAS-36/51 оставались на вооружении армии, жандармерии и подразделения OSRD полиции ЦАР, ещё 50 шт. использовалось в лесной охране[35]
- Южный Вьетнам[36]